# Вальпрато-Соана
Вальпрато-Соана (італ. Valprato Soana, п'єм. Valprà) — муніципалітет в Італії, у регіоні П'ємонт,  метрополійне місто Турин.
Вальпрато-Соана розташоване на відстані близько 570 км на північний захід від Рима, 55 км на північ від Турина.
Населення — 109 осіб (2014).
Щорічний фестиваль відбувається передостанньої неділі липня. Покровитель — San Silverio.

## Демографія
Населення за роками:

Станом на 1 січня 2023 року в муніципалітеті офіційно проживав 1 іноземець (громадянин Великої Британії).

## Сусідні муніципалітети
- Кампоркер
- Коньє
- Ронко-Канавезе
- Траверселла
- Віко-Канавезе